# ジョン・ワイズ

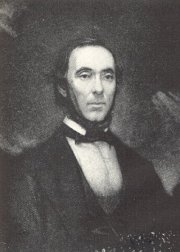
ジョン・ワイズ

ジョン・ワイズ（John Wise 、1808年2月24日 - 1879年9月28日?）は、ドイツ系アメリカ人で、気球の先覚者の1人。生涯で400回以上の飛行を行い、気球の設計にもいくつかの改良をもたらした。

## 前半生
ジョン・ワイズは1808年2月24日にペンシルヴェニア州ランカスター郡で、ドイツ系（ペンシルヴェニア・ダッチ）の家庭に生まれた。本来の姓はヴァイス（Weiss）で、ワイズ（Wise）とはこれに似た発音の英語名を採用したものである。ジョンは8人きょうだいの4番目であった。16歳から指物師の見習いとして働いた。21歳でピアノ職人となった。彼は14歳の時（1835年）に新聞で気球の記事を読んで以来、気球に興味を抱いており、27歳の時に自ら気球を作成する決意をした。
彼が初めて気球で飛んだのは1835年5月2日、フィラデルフィアでのことであった。自費のみによる自家製気球であり、品質はさほど良くなかった。気嚢に使われた布地は、亜麻仁油で溶いたとりもちをモスリンに塗ったものであった。同年7月4日（独立記念日）、同州レバノン郡にて二度目の飛行。続く数年間もペンシルヴェニア州で飛行を繰り返した。ワイズは大気圧、空圧、流体静力学の実験にも従事している。当時の気球乗りの多くが商業的な目的で飛んだのに対し、ワイズはむしろ科学上の興味から空を飛んだ。ただし、彼も商業的気球乗りたちに伍して地方の祭りで見世物飛行をすることはあった。

## 計画と発明

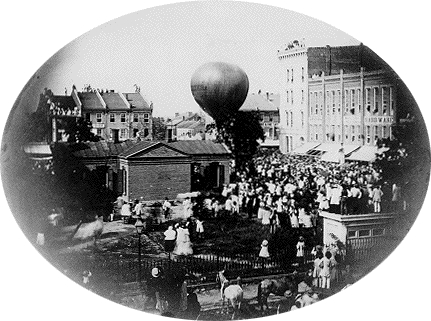
ワイズによる、米国初の航空便（1859年8月17日、インディアナ州ラファイエットにて）

ワイズは1838年、空中で気嚢がガス漏れを起こした場合にそのままパラシュートと化す気球を開発した。気嚢の下半分が上方に畳み込まれ、パラシュート型になる仕組みであった。この、搭乗者安全気球というアイディアは、実はワイズが元祖ではないが実物を製作して実験を行ったのは彼が最初である（ペンシルヴェニア州イーストンで悪天候の中を飛行した際、気球に穴が開いたため、期せずして実地試験することとなったのである。ワイズは無傷で生還した）。
ロバート・コッキングが最初の近代的パラシュートの実験で墜死した（1837年）後、二種類のパラシュートのどちらが優れているのかという疑問が航空界に浮上した。二種類とは、ケイリー卿が提案しコッキングが実験した円錐型と、アンドレ＝ジャック・ガルヌランが設計・製作し1797年に実験成功した傘型のことである。ワイズは実験を繰り返し、安定した降下には円錐型のほうが優れていると結論を出した。（コッキングが失敗したのは単に設計と製作技術の不足が原因であった。）
ワイズは、紐を引くと気嚢の一部が細長く開放される機構も発明している（右図）。この「裂けるパネル」（"rip panel"）は高度の調整や着陸時のガス放出に使われた。彼は直射日光が気球のガスを温める効果についても認識しており、これを積極的に利用するために黒い気球を作った。ワイズはジェット気流を観測した最初の人物でもある。彼は「常に西から東へ流れる、大いなる空中の河」について言及を残している。1859年8月17日には123通の手紙と23枚の回状を積んでインディアナ州のラファイエットから離陸し、浮力不足のため26マイル先のクローフォーヅヴィルに不時着した。これはアメリカ初の航空郵便である。この時に使われた封筒が1957年に発見されている。

### 大西洋横断飛行
ワイズは高空のジェット気流が気球の推進力となる可能性を認識しており、それを利用する大西洋横断飛行を計画した。ジョン・ラ・マウンテン（John LaMountain ）という年下の気球家と共同でそのための会社を設立し、1857年に試験飛行を行う。彼らはオンタリオ湖上空で暴風に巻き込まれ、ニューヨーク州ヘンダーソンに不時着を余儀なくされた。気球「アトランティック号」は破損し、これを機に彼らの協力関係も終わった。気球の所有権はラ・マウンテン1人に移り、大西洋横断飛行の話は立ち消えになった。

### 南北戦争
南北戦争初期、北軍は気球の軍事利用に興味を示した。幾人かの一流気球家がこの計画に協力したが、ワイズもその一人である。ライバルにはタデウス・ロー教授、ジョン・ラ・マウンテンらがいた。ワイズは、ローのように科学界の後ろ盾を持つわけではなく、ラ・マウンテンのように自己宣伝の技術に長けているわけでもなかった。しかし北軍測量部が地形図作成・偵察用気球の製作責任者として白羽の矢を立てたのはワイズであった。彼が製作した気球は容積2万立方フィート（約6百立方メートル）で、籠に小型爆弾投下装置や防弾用鉄板を備えた、アメリカ最初の軍用気球であった。
1861年7月19日ごろ、アーヴィン・マクドウェル准将の率いる軍勢はまさに第一次ブルランの戦いに赴かんとしていた。マクドウェルは気球を前線に送ろうとしたが、責任者ワイズの現地到着は遅れた。ローが代理で気球を膨らませたが、それも終わるころにワイズが到着し、自分の権限を記した書類を示してローと交代した。
ワイズが造兵廠を出発したのは、そうあるべき時刻から30時間は遅れた7月21日であった。また気球の運搬も困難を極めた。そして目的地センターヴィルまで半分ほどの地点で、焦った指揮官（マイヤー少佐という将校）がワイズの制止を聞かずに、気球を大型馬車につないで走らせた結果、気球は木にひっかかり破れてしまった。気球は送り返され、出陣はならなかった。
南北戦争における気球の使用については、北軍気球司令部およびタデウス・ローの項目に詳しい。そちらも参照されたい。

## 失踪
1879年9月28日、71歳であったワイズはイリノイ州イーストセントルイスから気球で飛び立ち、ミシガン湖上空で強風の中、姿を消した。同乗していたジョージ・バー（George Burr）の遺体のみミシガン湖で発見されたが、本人、気球、いずれの痕跡も全く見つからなかった。彼は44年の活動期間を通して、463回の飛行を気球で行った。

## 参考資料
- "Parachute". Encyclopædia Britannica (11th ed.). London: Cambridge University Press. 1911.
- Nick Moehlmann. “John Wise, A Pioneer”.   John Wise Balloon Society of Central Pennsylvania. 2007年9月28日時点のオリジナルよりアーカイブ。2007年7月2日閲覧。
- Russell Naughton (2002年). “The Pioneers, John Wise”.   Monash University Engineering Department. 2007年7月2日閲覧。
- “History of the Purdue School of Aeronautics and Astronautics”.   Purdue University (2007年). 2007年7月2日閲覧。
- レナード・コットレル著、西山浅次郎訳『気球の歴史』大陸書房、1977年